# Francisco Javier Uría
Francisco Javier Álvarez Uría (Gijón, 1950. február 1. –) spanyol válogatott labdarúgó.

## Pályafutása

### Klubcsapatban
Gijónban született. Pályafutását a közeli Real Oviedo csapatában kezdte 1968-ban. A felnőttek között az 1972–73-as idényben mutatkozhatott be, majd 1974-ben a Real Madrid igazolta le, melynek színeiben két spanyol bajnoki címet és egy kupagyőzelmet szerzett. 1977-ben a Sporting Gijón együtteséhez igazolt, ahol pályafutása leghosszabb szakaszát (1977–1983) töltötte. 34 évesen 1984-ben vonult vissza a Real Oviedo játékosaként.

### A válogatottban
1973 és 1980 között 14 alkalommal szerepelt a spanyol válogatottban. Részt vett az 1978-as világbajnokságon és az 1980-as Európa-bajnokságon.

## Sikerei, díjai
Real Madrid
- Spanyol bajnok (2): 1974–75, 1975–76
- Spanyol kupa (1): 1974–75

## Külső hivatkozások
- Francisco Javier Uría adatlapja a National-Football-Teams.com oldalon (angolul)

- Francisco Javier Uría (angol nyelven). eu-football.info
- Francisco Javier Uría (angol, katalán, spanyol nyelven). BDFutbol.com